# Slovenský videoherní průmysl
Slovenský videoherní průmysl je odvětví průmyslu zabývající se tvorbou a prodejem videoher na Slovensku, jeho počátek bývá datován do 80. let 20. století.

## Historie

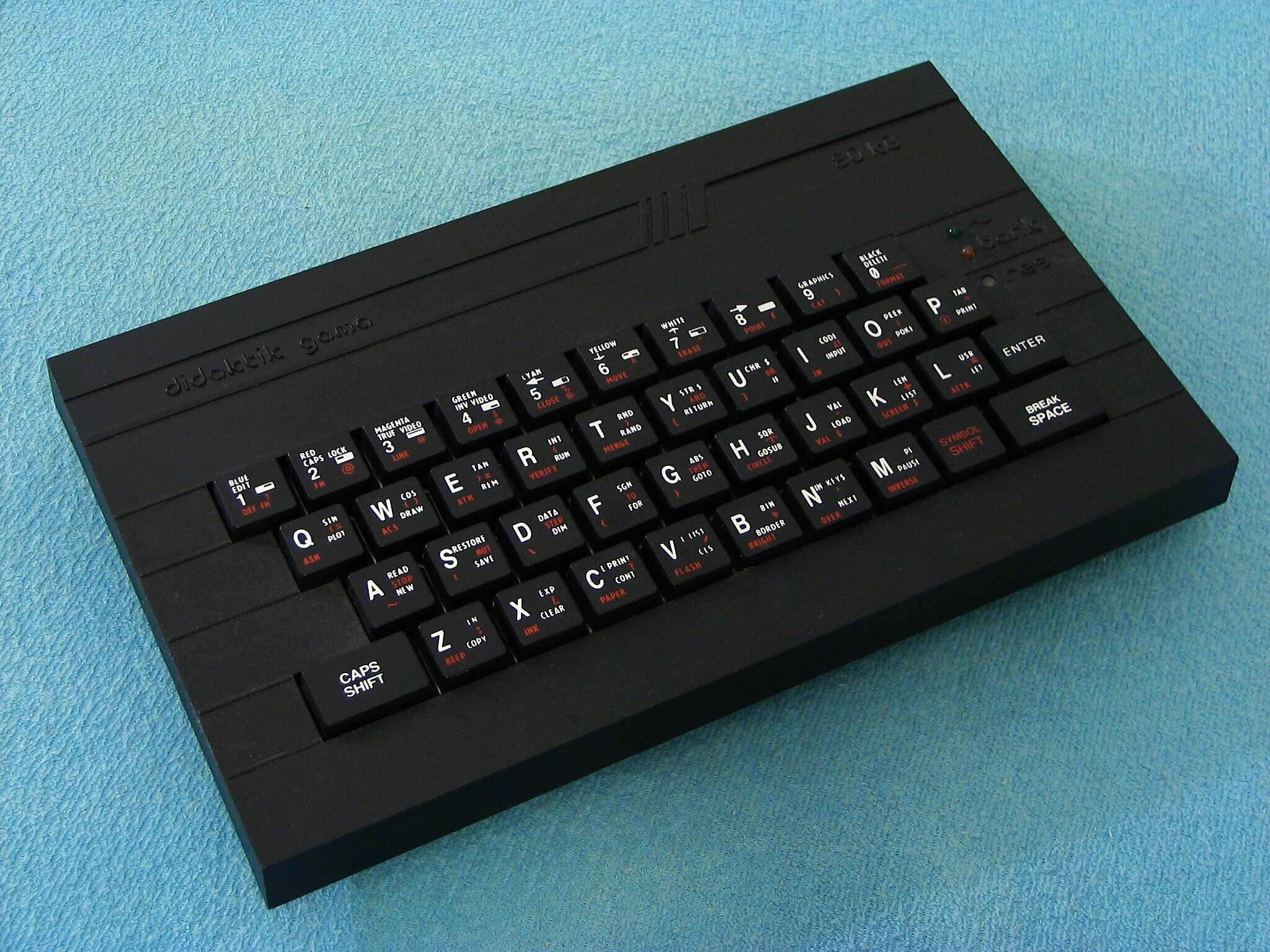
Československý osobní počítač Didaktik Gama

Na Slovensku vznikaly první videohry v 80. letech pro osmibitové počítače. Šlo především o textové a později grafické videohry pro československý počítač Didaktik (byl kompatibilní s počítačem ZX Spectrum), ale také pro PMD 85 (klon Space Invaders). Mezi lety 1990-1995 vydal slovenský Ultrasoft na ZX Spectrum okolo 40 vlastních her.
Od roku 1995 začala vydávat slovenská firma Riki Computer Games videohry na PC, první byla fotografická adventura pro DOS Ramonovo kouzlo, následovaly adventury Anatema: Legenda o prekliati (1995) a první slovensky (a německy) dabovaná hra na CD Mutation of J.B. (Mutácia Johnyho Burgera, 1996), na Amigu dále vydala hororovou adventuru Shadow of the Devil (1996). Slovenská společnost Cauldron vydala roku 1996 logickou hru Quadrax, ta se stala nejprodávanější videohrou na Slovensku i v Česku roku 1996, její další hra z roku 1998, strategie Spellcross byla vůbec první z území bývalého Československa, která uspěla i v zahraničí. Na DOS také roku 1997 vyšla sci-fi adventura Next Space. 
Roku 1999 vyšla na MS Windows velmi úspěšná adventura Ve stínu havrana. Mezi další známé slovenské videohry patři strategie State of War (2001) a RPG Kult: Heretic Kingdoms (2004). V dubnu 2025 vyšla první slovenská hra s otevřeným světem Vivat Slovakia.

## Média
Mezi lety 1991-1994 se videohernímu tématu věnoval slovenský časopis Bit a mezi lety 1994-1999 časopis Riki.